# L'Esprit vengeur
L'Esprit vengeur est le 8e épisode de la saison 4 de la série télévisée Buffy contre les vampires.

## Résumé
Alors qu'Alex creuse sur un chantier de construction, il tombe dans un trou et découvre des artefacts appartenant aux Amérindiens Chumash, les premiers habitants de Sunnydale. Le lendemain, Anya trouve Alex extrêmement malade. L'esprit d'un Amérindien est sorti de ce trou et est décidé à venger son peuple. Il commence par tuer un conservateur de musée, puis un prêtre (des personnes qui, pour lui, ont des positions de pouvoir). Le Scooby-gang, qui prépare le repas de Thanksgiving, découvre de quoi il s'agit, grâce à Buffy qui a surpris et combattu l'esprit juste après son deuxième meurtre.
Giles et Willow savent qu'Angel est en ville, le vampire ayant eu vent d'un danger menaçant Buffy, mais le cachent à la Tueuse. Alex semble être atteint de syphilis, maladie qu'il a contracté à cause de l'esprit, et Spike, traqué par l'Initiative, demande asile chez Giles, offrant des informations en échange. L'esprit amérindien, avec l'aide d'autres esprits qu'il a invoqués, assiège la maison de Giles car Buffy est pour lui le meilleur guerrier. Angel vient prêter main-forte au groupe, sans que Buffy ne le voit à un seul instant. Finalement, les esprits sont tués et le repas de Thanksgiving peut se dérouler normalement même si Alex révèle involontairement à Buffy qu'Angel est venu les aider.

## Production
La scénariste Jane Espenson a déclaré que Joss Whedon voulait depuis longtemps faire un épisode avec un Amérindien mort à Thanksgiving, une illustration poétique rappelant que « nous vivons dans ce pays [les États-Unis] en vertu d'une horrible conquête ». Whedon a d'ailleurs participé à l'écriture du scénario, notamment dans sa deuxième partie.